# Топпинг (кулинария)

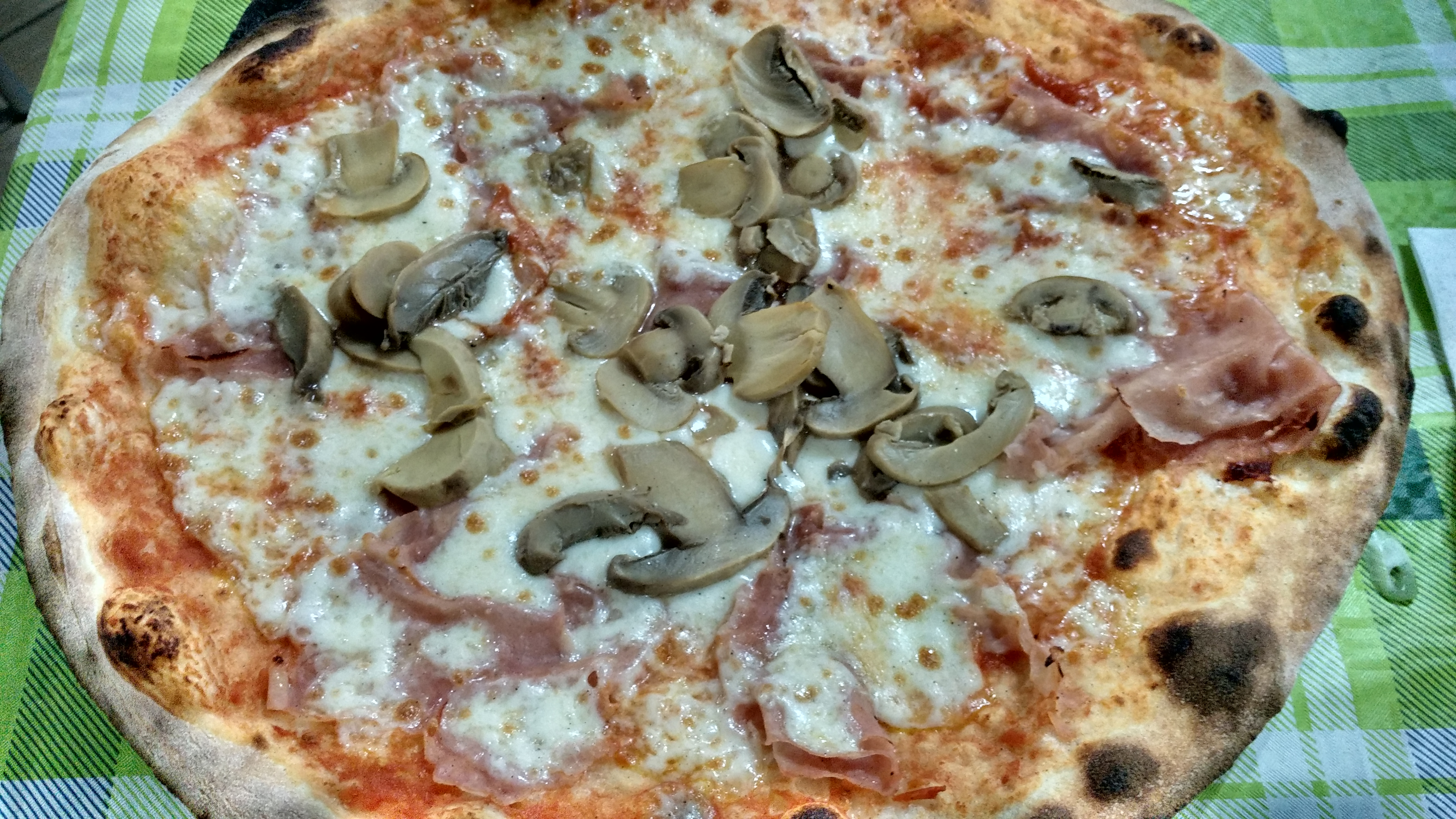
Грибной топпинг на итальянской пицце

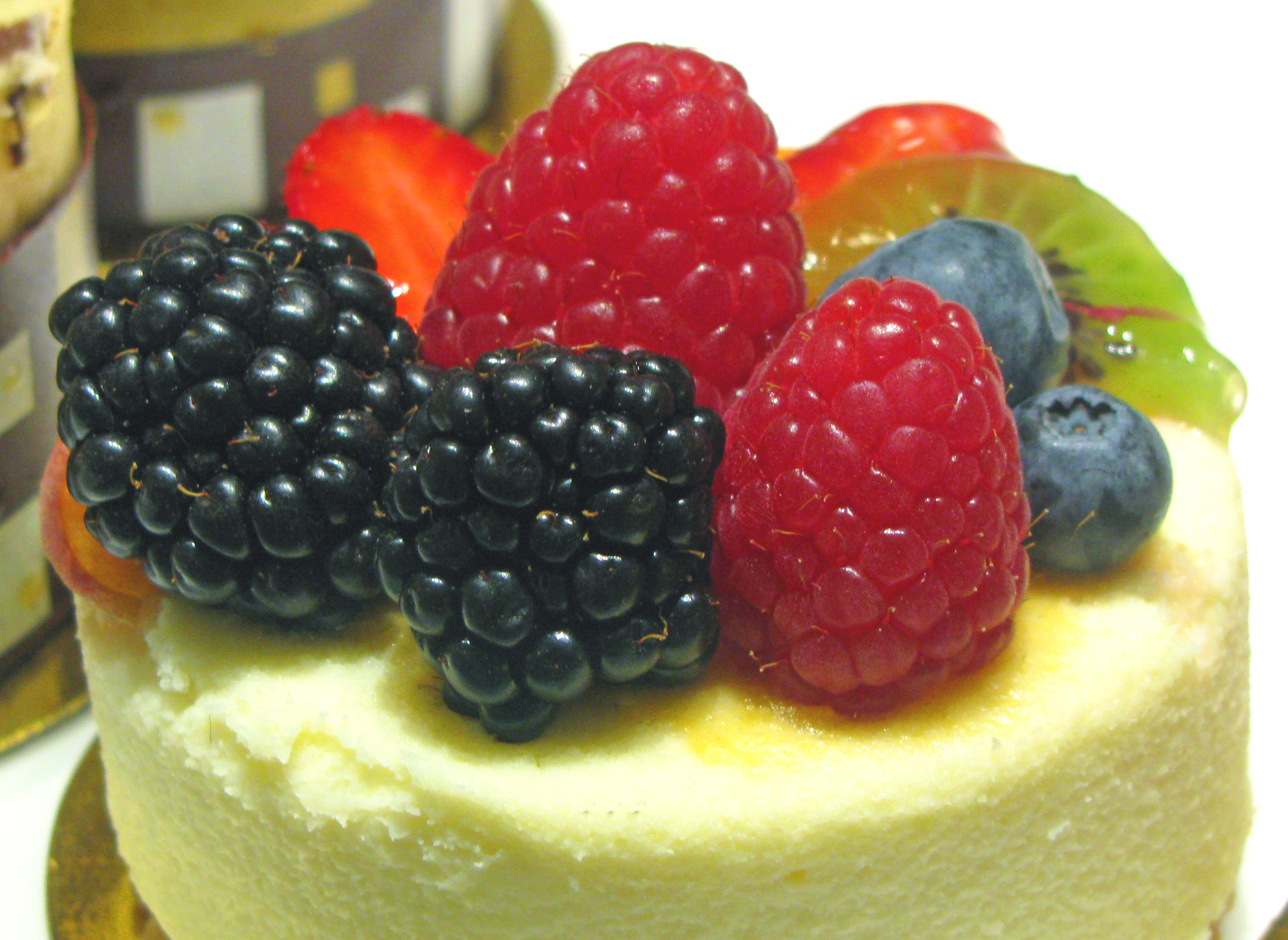
Фруктовый топпинг на десерте

Топпинг или топинг (от англ. topping — вершина) — ингредиент блюда, придающий ему вкусовую и эстетическую завершённость.

## Несладкие блюда
В качестве несладких топпингов могут использоваться такие продукты, как разного вида соусы, тёртый сыр, орешки, оливки, ветчина и т. п.
При приготовлении пиццы топпингом называются все продукты, помещённые на нижнюю часть из теста, смазанную томатным соусом.

## Сладкие блюда

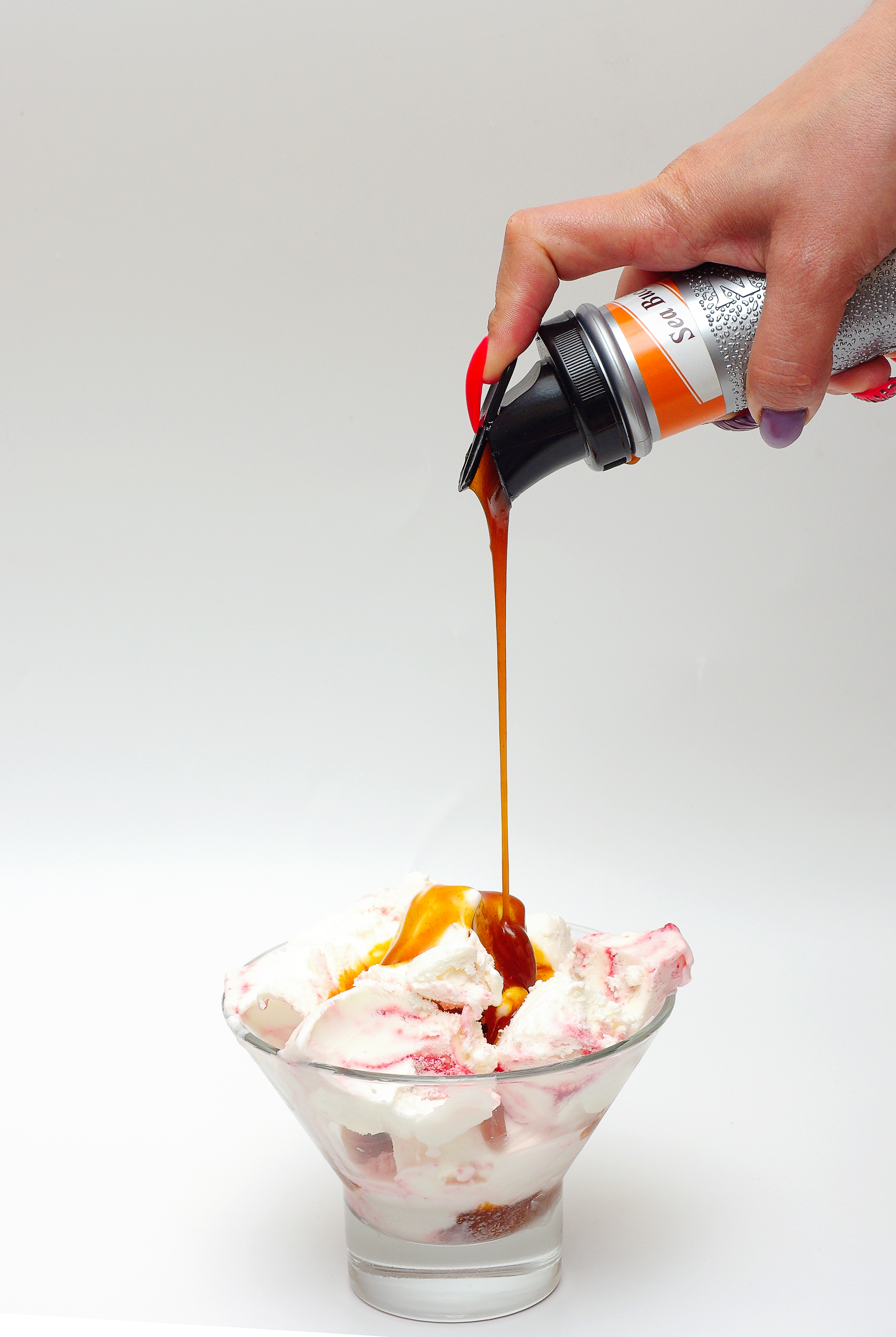
Облепиховое пюре, топпинг к мороженому

Значительно разнообразнее разновидности топпинга для сладких блюд, а также коктейлей. Для сладких топпингов используются фрукты, ягоды, взбитые сливки, варенье, тёртый шоколад, а также специальный десертный соус, изготовленный на основе этих продуктов.